# Fibre Channel over Ethernet
Fibre Channel over Ethernet (FCoE) is een encapsulatie-protocol van Fibre Channel frames over Ethernet netwerken.
Hierdoor wordt het mogelijk om Fibre Channel verkeer te transporteren over 10 Gigabit Ethernet-verbindingen met behoud van alle eisen van het Fibre Channel protocol. De standaard is met name interessant om toegepast te worden in grotere datacenter omgevingen.

## Toepassing
In een traditionele omgeving waar Fibre Channel (FC) storage wordt toegepast moet elke server dubbel bekabeld worden: een verbinding voor toegang tot de FC SAN en een aparte verbinding voor het datatransport naar gebruikers en eventueel een iSCSI storage omgeving via ethernet. En omdat IT-beheerders hun (belangrijke) server-systemen redundant willen aansluiten betekent dat 4 fysieke verbindingen per server.
En daarnaast er is ook een dubbele (redundante) switch-omgeving nodig: een fibre-channelswitch tussen de serverfarm en de SAN-storage-controllers en een dubbele switch voor het data (LAN) verkeer over ethernet. De FCoE specificaties moeten dit efficiënter maken omdat zowel het data (ethernet-LAN) verkeer als het FC-storage-verkeer over dezelfde fysieke bekabeling loopt en er derhalve ook dezelfde switches gebruiken.

## Fysieke uitvoering
In een traditionele FC omgeving zal een server één of twee Host Bus Adaptors of HBA's hebben en één of twee snelle ethernet netwerkkaarten of NIC's hebben. Voor een eenvoudigere voorstelling zal in onderstaande voorbeelden steeds sprake zijn van een enkele HBA en een enkele ethernet NIC, al zal in de praktijk meestal een dubbele of redundante configuratie gebruikt worden.
In een FCoE netwerk wordt de server voorzien van een speciale 10 Gigabit ethernet netwerkkaart, een Converged Network Adaptor of CNA. Een CNA is een speciale ethernet-NIC die kan omgaan met het FCoE protocol. De enige snelheid die beschikbaar is op een CNA is 10 Gigabit ethernet, al zullen in de toekomst ook hogere snelheden ondersteund worden, maar de minimale snelheid is 10 Gbps. De CNA wordt vervolgens via een enkele netwerkkabel (normaliter een glasvezelverbinding, maar voor lengtes tot 5 meter wordt ook twinax koper ondersteund) verbonden met een FCoE switch.
De FCoE switch zal zijn voorzien van een aantal 10Gbps 'converged' ethernet interfaces en een aantal pure fibre-channel interfaces: deze FC interfaces worden ofwel direct gekoppeld aan de FC SAN controllers of worden verbonden met de bestaande FC switches. De 10 Gbps ethernet interfaces worden ofwel verbonden met de CNA's of gekoppeld aan de bestaande ethernet switches.

## Ondersteuning fabrikanten
Een aantal grote netwerkswitchfabrikanten ondersteunen FCoE.

### Brocade Networks
Historisch gezien is fabrikant Brocade Communications Systems een marktleider op het gebied van fibre-channel switches. Enige tijd geleden heeft Brocade de fabrikant van datacenter-ethernet switches Foundry Networks gekocht. Brocade biedt momenteel een tweetal switches aan voor FCoE: een 1U, 19 inch, rackswitch Brocade 8000 series met 24 - 10 Gbps converged ethernet interfaces en acht fibre channel-interfaces met snelheden van 1, 2, 4 en 8 Gbps.
Daarnaast biedt het bedrijf een blade FCOE10-24 die gebruikt kan worden in haar DCX Datacenter-chassis-systemen.
Voor de servers biedt het bedrijf twee modellen CNA's: de CNA 1010 met één 10 Gbps CEE-interface en de CNA 1020 met twee 10 Gbps CEE-interfaces.

### Cisco
Cisco Systems is van origine een marktleider op het gebied van L2- en L3-switching/routing met haar zeer uitgebreide assortiment routers en Catalyst-switches. Voor haar modulaire datacenterswitches uit de Nexus 7000-serie biedt ze FCoE-switch-modules aan: de MDS 9000, een achtpoorts FCoE-module voor genoemde Nexus datacenterswitchsysteem en daarnaast biedt ze de MDS9500 Fibre Channel-familie aan waarvoor ook FCoE-modules beschikbaar zijn.

### Broadcom
Ook Broadcom heeft CNA's in haar leveringsprogramma opgenomen. De CNA's van Broadcom maken gebruik van de eigen nieuwe chipset en ASICs die Broadcom ontwikkeld heeft. Broadcom levert haar chips ook aan derden, zoals de grote serverfabrikanten als Dell of HP die deze chips dan gebruiken voor eigen netwerk-kaarten of embedded op het moederbord.